# 小行星6803
小行星6803（英語：6803）是一颗围绕太阳公转的小行星。1995年10月27日，上田清二、金田宏在钏路市发现了此天体。
这颗小行星的绝对星等为288.05965等。